# Bryan Greenberg
Bryan Greenberg (ur. 24 maja 1978 w Omaha, w stanie Nebraska) – amerykański aktor, piosenkarz i muzyk. Stał się znany przede wszystkim w roli Jake’a Jagielskiego w serialu The CW Pogoda na miłość.

## Życiorys

### Wczesne lata
Urodził się w konserwatywnej rodzinie żydowskiej jako starsze dziecko psychologów Carl i Denny’ego Greenbergów. Ma młodszą siostrę Beccę. Wychowywał się w Greensboro w ortodoksyjnym judaizmie. W wieku siedmiu lat rozpoczął lokalne lekcje baletu i został zaproszony do występu w objazdowej produkcji Omaha Ballet Dziadek do orzechów, które trwało dwa miesiące. Kiedy miał dwanaście lat przeniósł się z rodziną do Saint Louis, w stanie Missouri. Po ukończeniu Parkway Central High School w Chesterfield, w stanie Missouri, wyjechał do Nowego Jorku. Był na żydowskim obozie Herzla Camp w Webster Wisconsin. Po zdobyciu tytułu licencjata na wydziale teatralnym na Uniwersytecie Nowojorskim, wystąpił w wielu rolach teatralnych, m.in. jako Romeo Monteki w sztuce szekspirowskiej Romeo i Julia. Studiował także architekturę na Uniwersytecie Karoliny Północnej w Chapel Hill (UNC).

### Kariera
Pracował jako telemarketer. Powoli wspinał się po szczeblach kariery aktorskiej, którą zapoczątkował małą rolą Matta Wheelera w jednym z odcinków serialu NBC Prawo i porządek (Law & Order, 1997). Zagrał także epizod w serialu Warner Bros. Tajemnice Smallville (Smallville), jednak scena z jego udziałem została wycięta. Wkrótce zadebiutował na dużym ekranie w dramacie Adwokat (A Civil Action, 1998) u boku Johna Travolty. Kilka lat później zagrał małe role w serialach: HBO Rodzina Soprano (The Sopranos, 2000), NBC Brygada ratunkowa (Third Watch, 2000) i Fox Boston Public (2000, 2003).
Jest także piosenkarzem. W serialu The CW Pogoda na miłość (2003-2006), gdzie grał postać Jake’a Jagielskiego, zaśpiewał piosenki „Say Yes” (2003), „Lonely World” (2004) i „Someday” (2006).
W 2005 otrzymał nagrodę Young Hollywood Award. W 2007 ukazała się jego płyta zatytułowana Waiting for now. Krążek promował singel „Someday” (z Pogody na miłość). W serialu HBO Unscripted (2005) napisał tekst do utworu „I Sorta Have a Girlfriend” i wykonał piosenkę „I Sorta Have a Girlfriend”, a w serialu ABC Październikowa droga (October Road., 2007-2008), gdzie występuje jako Nick Garrett, zaśpiewał piosenkę „Someday”.

## Życie prywatne
Przyjaźni się z aktorką Olivią Munn. Na początku 2012 spotykał się z Jamie Chung, z którą się zaręczył 27 grudnia 2013. Wzięli ślub 31 października 2015.

## Filmografia

### Filmy fabularne
- 2009: Ślubne wojny (Bride Wars) jako Nate
- 2007: Syn Nobla (The Nobel Son) jako Barkley Michaelson
- 2006: Thanks to Gravity jako Chris
- 2005: Serce nie sługa (Prime) jako David Bloomberg
- 2004: Egzamin dojrzałości (The Perfect Score) jako Matty
- 1998: Adwokat (A Civil Action) jako chłopak z fajerwerkami

### Seriale TV
- 2007–2008: Powrót na October Road (October Road) jako Nick Garrett
- 2004: Żywot z Bonnie (Life with Bonnie) jako Timmy
- 2003–2006: Pogoda na miłość (One Tree Hill) jako Jake Jagielski
- 2003: Boston Public jako pan Freeman
- 2002: Kronika nie z tej ziemi (The Chronicle) jako Damon Furberg
- 2002: Powrót do Providence (Providence) jako Neal
- 2002: Silne lekarstwo (Strong Medicine) Kent
- 2001: Trzy siostry (Three Sisters) jako Roy
- 2000: Boston Public jako pan Freeman
- 2000: Brygada ratunkowa (Third Watch) jako Francis DeSilva
- 2000: Rodzina Soprano (The Sopranos) jako Peter McClure
- 1997: Prawo i porządek (Law & Order) jako Matt Wheeler

### Filmy krótkometrażowe
- 2006: Ucieczka (Escape) jako Bryan

## Dyskografia

### Albumy
- 2007: Waiting for Now

1. Someday
2. Waiting for Now
3. Busy Bee
4. Daydream
5. Lonely World
6. Easy
7. Neverland
8. Tell Me
9. Free
10. Small Town
11. Brazil

### Single
- 2007: „Hmmm”